# Emil Kijewski
Emil Kijewski   (Dortmund, 22 de novembre de 1911 - Dortmund, 23 de gener de 1989) va ser un ciclista alemany que fou professional entre 1933 i 1950.
En el seu palmarès destaca la medalla de plata al Campionat del Món de ciclisme en ruta de 1937, així com la Rund um Berlin de 1933 i 1937, la Volta a Colònia de 1935 i 1937 i una etapa a la Volta a Suïssa.

## Palmarès
- 1933
  - 1r a la Rund um Berlin
- 1935
  - 1r a la Volta a Colònia
  - 1r al Gran Premi de Sachsen
- 1937
  - 1r a la Volta a Colònia
  - 1r a la Rund um Berlin
  - Vencedor d'una etapa a la Volta a Suïssa
  - Vencedor d'una etapa a la Volta a Alemanya
  - 2n al Campionat del Món
  - 2n al Campionat d'Alemanya
- 1938
  - Vencedor d'una etapa a la Volta a Alemanya
- 1950
  - Vencedor d'una etapa a la Volta a Selva Negra

### Resultats al Tour de França
- 1935. Abandona (9a etapa)
- 1936. Abandona (6a etapa)